# Klaus-Peter Thaler
Klaus-Peter Thaler (Netphen, 14 de maio de 1949) é um ex-ciclista alemão que representou a Alemanha Ocidental nos Jogos Olímpicos de Verão de 1976, em Montreal, onde terminou em nono lugar no individual. Foi um ciclista profissional de 1976 a 1988.